# 제임스 맥도노

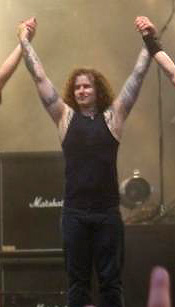
제임스 맥도노

제임스 맥도노(James MacDonough, 1970년 4월 3일 ~ )는 베이스 기타 연주자이다.